# Su Burcu Yazgı Coşkun
Su Burcu Yazgı Coşkun (anhörenⓘ * 15. April 2005 in Istanbul) ist eine türkische Schauspielerin.

## Leben und Karriere
Çoskun wurde am 15. April 2005 in Istanbul geboren. Ihre Familie mütterlicherseits ist albanischer Herkunft und väterlicherseits stammt ihre Karriere Familie aus Antalya. Ihr Debüt gab sie 2012 in der Fernsehserie Karadayı. Danach spielte sie 2014 in der Serie Günahkâr mit. Außerdem wurde sie 2017 für die Serie Kadın gecastet. 
Seit 2021 spielt sie in der Serie Kardeşlerim die Hauptrolle. 2022 gewann sie die Auszeichnungen Altın Kelebek Yıldızı Parlayanlar Ödülü und Onur Seyit Yaran als Best TV Series Couple.

## Filmografie
Filme
- 2012: Dabbe: Bir Cin Vakası
- 2018: Bizi Hatırla

Serien
- 2012–2014: Karadayı
- 2013–2014: Sana Bir Sır Vereceğim
- 2014: Günahkâr
- 2015–2016: Aşk Yeniden
- 2017: Kadın
- 2017–2018: Bizim Hikaye
- 2017: Kara Yazı
- 2019: Kuzgun
- 2020: Kırmızı Oda
- 2021: Beni Çok Sev
- 2021–2024: Kardeşlerim
- 2024: Bir Gece Masalı